# Plusiophaes costimacula
Plusiophaes costimacula är en fjärilsart som beskrevs av Holland 1894. Plusiophaes costimacula ingår i släktet Plusiophaes och familjen nattflyn. Inga underarter finns listade i Catalogue of Life.